# أسبازيا
أسبازيا (باليونانية: Ἀσπασία) (ولدت في عام 470 قبل الميلاد، توفيت في عام 400 قبل الميلاد) وهي امرأة يونانية بارزة من ميليتوس عُرفت بجمالها وذكائها، واشتهرت بعلاقتها مع السياسي الأثيني بريكليس Pericles الذي اتخذها عشيقة له حتى وفاته عام 429 قبل الميلاد. توجد القليل من المعلومات عن تفاصيل حياة أسبازيا. إلا أنها عاشت القسم الأكبر من فترة مراهقتها في أثينا. ويُعتقد أن علاقة أسبازيا ببريكليس قد أتاحت لها أن تؤثّر على سياسة بريكليس بل والسياسة الأثينية برمتها. وقد كانت تنقل بعض كلماتها من آثار الكتاب المعاصرين لها أمثال أفلاطون، وأريستوفان، وزينوفون. زعم كتّاب عصرها أنها كانت مومساً وصاحبة ماخور. مما أدى إلى العديد من النقاشات حولها وإن كان بعض الباحثين قد شكك أيضاً في ذلك، وقالوا إن تلك المعلومات التي نقلت بهذا الشكل مثيرة للسخرية وتهدف إلى إذلال بريكليس. وهذا الموضوع هو محل جدل إلى وقتنا هذا. حتى إن بعض الباحثين قالوا إن أسبازيا كانت تدير ماخوراً للدعارة، واستمرت في ذلك حتي بعد زواجها من بريكليس. أنجبت أسبازيا لبريكليس ابنه «بريكليس الأصغر» والذي أصبح فيما بعد عسكرياً أثينياً. وقد توفي بريكليس بطاعون اجتاح مدينته، ويُعتقد أنها تزوجت بعده برجل دولة أثيني مهم جداً اسمه الجينيرال لاسكيليس.
بشكل عام، فإن الدارسين والباحثين المعاصرين أحاطوا تفاصيل شخصيتها التاريخية بكثير من الجدل والتشكيك على خلفية شكهم في الكتابات القديمة التي ذكرت عنها. ومع ذلك، فإنه من المعروف أن أسبازيا قد اكتسبت شهرة واسعة في اليونان القديمة وخارجها.

## أصلها وأولى فتراتها
ولدت أسبازيا في أيطن، وكانت في الفترة اليونانية القديمة مقاطعة إيونية داخل مدينة ميليتوس. واسم والدها هو اكسيوخاش Axiochus ، وغير ذلك لا توجد معلومات أخرى عن عائلتها. ويمكن القول بأن عائلتها غنية للتعليم الرائع الذي حصلت عليه. وقالت بعض المصادر اليونانية القديمة إنها كانت أسيرة في حرب الكاريانين، ومثل تلك المعلومات عادة ما تكون خاطئة. وفقاً لدكتور الفلسفة ديبرا نيلز Debra Nails في جامعة ولاية ميشيغان لو لم تكن أسبازيا حرة، فلن يكون ابن هركليس وريث عرش أبيه، ولن تستطيع الزواج بعد ذلك من لاسكيليس (يفترض ديبرا أن أسبازيا تزوجت من لاسكيليس) ومن المؤكد أن هذا ليس ممكناً.
ولم يُعرف على وجه التحديد الظروف التي ذهبت فيها أسبازيا إلى أثينا. وفي القرن الرابع وُجد قبر يحمل اسم أكسيوخاش، وأسباسيوس. مما أدى إلى إعادة كشف المؤرخ بيتر كي بيكنيل عن تاريخ عائلة أسبازيا وصلاتها مع أثينا. ووفقاً لنظرية بيكنيل فإن عائلة أسبازيا قد نفيت من أثينا في عام 460 قبل الميلاد. تلك الفترة قضوها في ميليتوس. وهي ترتبط مع السيبياديس. ويفترض أن السيبياديس قضت فترة النفي في ميليتوس، وافترض تزوج فرد من عائلة السيبياديس يسمى أكسيوخاش من فتاة هناك. وبعد ذلك عاد السيبياديس مع أولادهم الصغار إلى أثينا. ويقول بيكنيل إنه في الوقت نفسه سُمي أول أولادهم اكسيوخاش. وادعى أنهم سموا ابنهم الثاني أسباسيوس. بالإضافة إلى ذلك، بتعرف بريكليس على أسبازيا أصبح السيبياديس أصحاب علاقات وثيقة مع الأسرة الحاكمة.

## حياتها في أثينا
وفقاً للكتاب الأثينيين القدامى وبعض رجال العلم الحديث فإن أسبازيا كانت مومساً وقيّمة على إدارة البيوت، ومن المحتمل أنها كانت صاحبة ماخور في أثينا.  وقيّمة على إدارة البيوت تعني تلبية رغبة الفنانين المحترفين رفيعي المستوى، كان هذا الاسم يُطلق أيضًا على المومسات. وبخلاف جمالها الجسدي، كانت تختلف عن النساء الأخريات بأنها ذات تعليم عالٍ لأعلى درجة، وكانت مستقلة، وتدفع الضرائب. ويمكن تسمية أسبازيا بأنها من النساء الحرائر، وأنها خلقت مثالًا واضحًا ومختلفًا للشخصية القيادية النسائية في المجتمع الأثيني. وفلوطرخس هو من الأشخاص المشهورين الذين تمت مقارنتهم مع أسبازيا.
تعتبر أسبازيا من النساء المتزوجات اللائي كسرن القيود التقليدية المرتبطة ببقاء المرأة في المنزل وغيرها من القوانين التي تحجم المرأة. وسعت وراء إتاحة الفرصة للنساء للمشاركة في الحياة العامة للمدينة. أصبحت أسبازيا عشيقة بريكليس في عام 440 قبل الميلاد. وبدأ بريكليس بالعيش مع أسبازيا بعد تطليقه زوجته في عام 445 قبل الميلاد. إلا أن موضوع زواجهما كان وما زال محل جدال كبير وواسع بين الكتاب والمؤرخين.  وقد أنجبت أسبازيا الشاب بريكليس عام 440 قبل الميلاد. وإذا كانت أسبازيا قد أنجبت طفلاً لأسكيليس عام 428 قبل الميلاد فإنها في ذلك الوقت يجب أن تكون أصبحت أكثر شباباً.
في البيئة المحيطة بأسبازيا كانت بالإضافة إلى جمالها الجسدي تمتلك موهبة رائعة في الحديث تأخذ عقول أصحاب الفكر والمتعلمين. ووفقاً لبلوتارخ فإنها تتقدم العديد من الكتاب والمفكرين الذين أصبحوا رمزاً فكريًا مثل سقراط. وفي سيرتها، أنها كانت على الرغم من حياتها اللاأخلاقية كان الملوك يذهبون إلى منزلها لسماع خطبها وأحاديثها. 

## شخصيتها واستجواباتها القضائية
على الرغم من أن أثينا كانت تعيش ديموقراطية الرجل الواحد بقيادة بريكليس، إلا أن بريكليس لم يسلم من هجمات وانتقادات أسبازيا وأصدقائها. وقد أدت علاقة أسبازيا ببريكليس إلى جعلها صاحبة نفوذ سياسي كبير. ويقول المؤرخ دونالد كاجان من جامعة ييل إنه يُعتقد أن أسبازيا حققت شهرتها بعد حرب ساموس. وفي 440 قبل الميلاد ذهبت أسبازيا إلى أثينا للترافع عن هزيمة الساموسيين للميلاتليين. وأمر الأثينيون بوقف القتال من الطرفين، وذهاب القضية إلى حاكم أثينا للحكم فيها، وقد ثار الساموسيون على هذا القرار. تلك المعارضة للقرار جعلت بريكليس يأمر بإرسال قوات إلى ساموس. لكن تلك المرة كانت صعبة على الأثينيين وخسروا أعداداً كبيرة لهزيمة الساموسيين. ووفقاً لبلوتارخ فإن أسبازيا التي جاءت من ميليتوس هي المسؤولة عن الحرب مع الساموسيين، وليعبر بريكليس عن امتنانه لأسبازيا قرر مهاجمة الساموسيين.
خضع بريكليس وبعض أصدقائه المقربين وأسبازيا لاستجوابات قضائية قبل خروجهم لحرب البيلوبونيسية في الفترة من 404-431 قبل الميلاد. وبالأخص اتهام أسبازيا بإفساد النساء في أثينا لإرضاء انحرافاتها مع بريكليس. ووفقاً لبلوتارخ فإن اتهام أسبازيا بازدراء الآلهة تهمة اختلقها شاعر كوميدي يسمى  Hermippus هريمبوس. كل هذه الاتهامات غير ثابتة، ويعتقد أنها كانت فقط لإلحاق الألم ببريكليس. وعلى الرغم من المشاعر النادرة التي كانت بين بريكليس وأسبازيا  لم تستطع أسبازيا أن تمحو أثر وفاة صديقه فيدياس في السجن. أما صديقه الآخر أناكساغوراس، فقد هوجم من قبل مجلس أثينا بسبب معتقداته الدينية. ووفقاً لكاجان فإن أسبازيا برئت من التهم الملفقة لها بعد ذلك من قبل المحكمة. ويرى أنطوني جي باداليكي بروفيسور الفترة الكلاسيكة في جامعة كولوميا البريطانية أن خلطًا كبيرًا بين مصادر بلوتارخ والمسرحيات قد حدث. ويعتقد أنطوني أيضاً أن تلك المسرحيات والكتابات كانت لإهانة بريكليس سواء أساعد أسبازيا أم لا.

## أعوامها الأخيرة وموتها

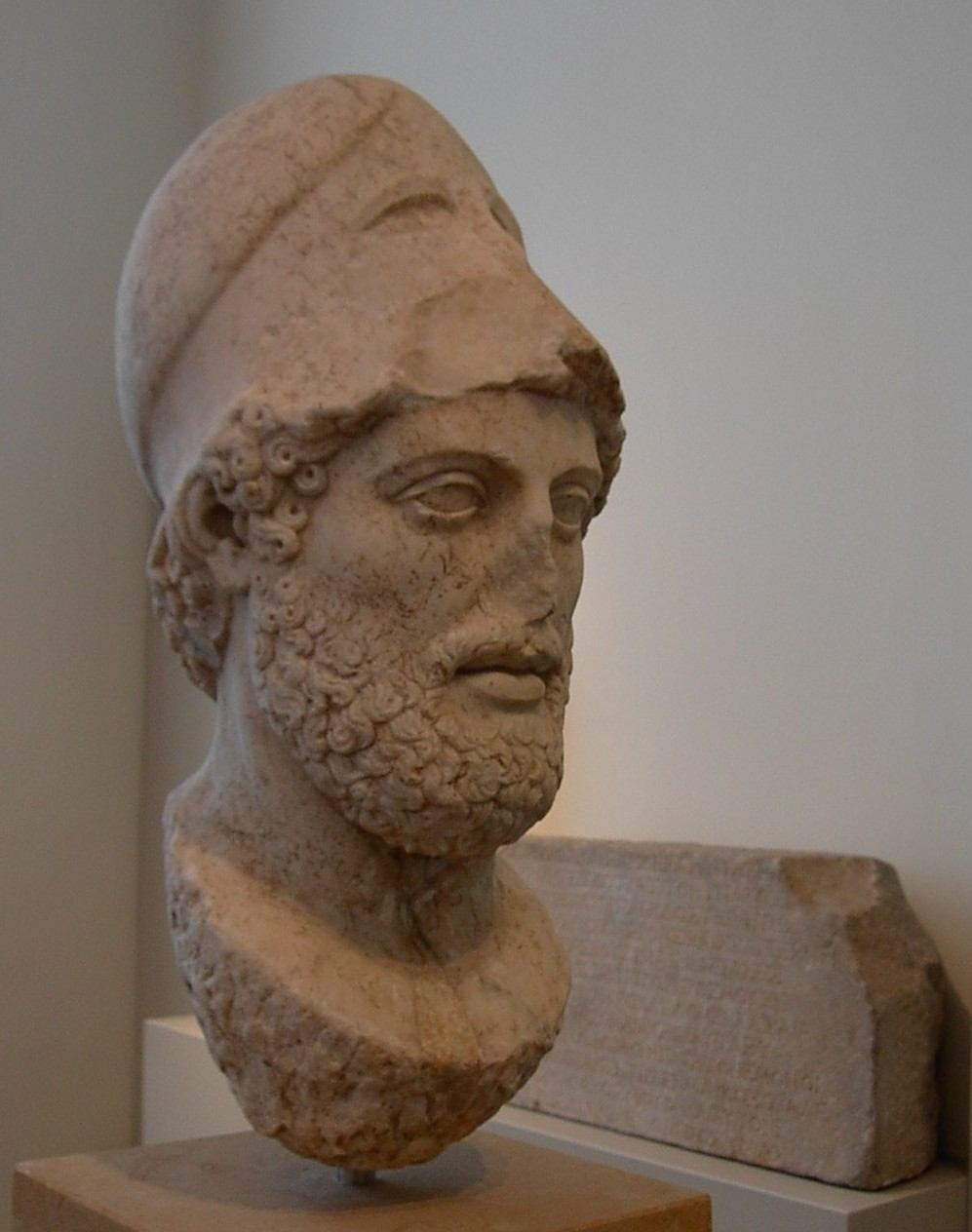
تمثال نصفي لبريكليس في متحف أطلس

في عام 429 قبل الميلاد فقد بريكليس صديقته، وأيضاً ولديه من زوجته الأولى Xanthippus ، وParalus. ولم تستطع صداقة أسبازيا مع بريكليس حتى أن تهدئ منه أو توقف دموع عينيه، وحزنه الشديد وعبوسه الدائم على ما حدث. وقبل أن يموت غير دستور أثينا في عام 451 قبل الميلاد حتى يستطيع ابنه الشاب بريكليس أن يرثه في الحكم ويتلاءم معه. وكان فعل بريكليس لافتا لنظر الكثيرين؛ إذ كانت أول مرة يتغير فيها الدستور الأثيني. وكان الدستور يقول بوجوب أن يكون الحاكم من أب وأم أثينيين. وتوفي بريكليس في خريف عام 429 قبل الميلاد بعد صراعٍ مع المرض.
ويعتقد أن كتاب أسشينس سقراط الذي فقده بلوتارخ يحتوي على مقتطفات من حوارات مع أسبازيا وعن الجنرال الذي قاد أثينا بعد بريكليس. وهو الجنرال لاسكيليس الذي أنجبت منه أسبازيا طفلًا. والرجال صانعي القرار في أثينا.  وقد توفي لاسكيليس في عام 428 أثناء حروبه. وبعد وفاة لاسكيليس لا توجد أي معلومات عن أسبازيا. وقد أعدم ابنها الشاب بريكليس بعد حرب أرجينيوسا. وقال العديد من المؤرخين إن أسبازيا قد توفيت في عام 401 أو 400 قبل الميلاد. وفقًا للتسلسل الزمني للحوار توفيت أسبازيا قبل سقراط في عام 399 قبل الميلاد.

## شهرتها وقيمتها

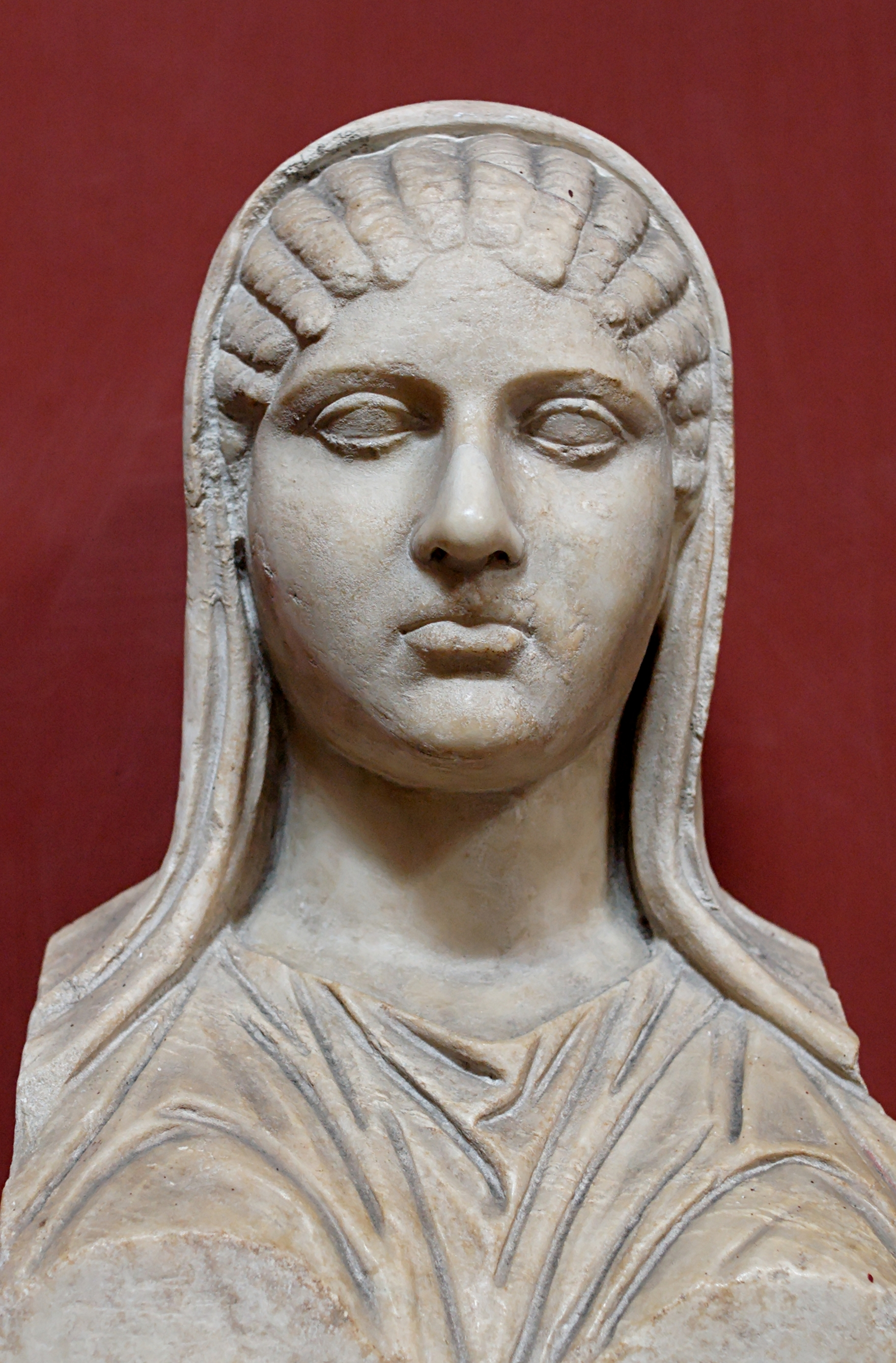
صورة أسبازيا في متحف الفاتيكان ولها قاعدة من الرخام مكتوب عليها أسبازيا، وهي من آثار القرن الخامس قبل الميلاد، وهي نسخة خاصة بروما، وتمثل مزار أسبازيا.

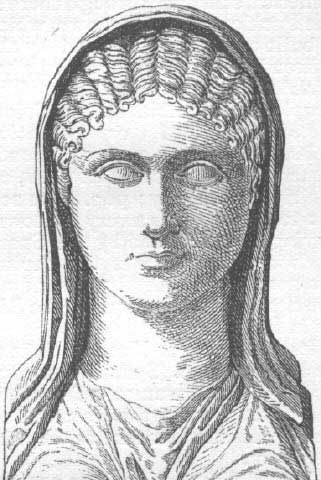
أسبازيا